# Фрідріх IV (герцог Австрії)
Фрідріх IV Порожня Кишеня (нім. Friedrich IV mit der leeren Tasche; 1382 — 24 червня 1439, Інсбрук) — герцог Передньої Австрії, граф Тіролю в 1406—1439 роках з Леопольдинської лінії династії Габсбургів, засновник Тірольської гілки Габсбургів.

## Біографія
Фрідріх IV був молодшим сином австрійського герцога Леопольда III Доброго й Вірідіс Вісконті, принцеси Міланської.
У 1402 році Фрідріха було визнано герцогом, однак лише після смерті свого старшого брата Вільгельма у 1406 році він, розділивши землі із рештою братів, отримав власне князівство — графство Тіроль.
У 1411 році, за черговим розподілом земель Габсбургів, Фрідріху IV відійшла також Передня Австрія — Форарльберг і група невеликих володінь, розкиданих між Ельзасом, Швабією та північною Швейцарією.
Перші роки правління Фрідріха IV в Тіролі й Передній Австрії відзначились загостренням соціальних конфліктів. Вже у 1401 році повстали селяни кантону Аппенцель, невдоволені посиленням експлуатації абатом Санкт-Галлена. Війська Фрідріха, відправлені на допомогу абату, були розбиті селянським ополченням у 1405 році під Штоссом. Це стало сигналом до розповсюдження повстання на Форарльберг, де його підтримали практично всі громади цієї області.
Потім підняли заколот вільні селяни західного Тіролю. Повстанці взяли в облогу Брегенц. Фрідріху IV вдалось у Швабії набрати нову армію, яка завдала поразки повстанцям у Форарльбергу. 1408 року вдалось укласти мир ціною підтвердження заборони на відновлення зруйнованих повстанцями замків феодалів. Аппенцель так і не вдалось повернути до орбіти габсбурзької монархії: у 1411 році він увійшов до складу Швейцарської конфедерації на правах кантону. Щоправда, у 1408 році до складу володінь Фрідріха IV увійшов Лауфенбург, колишнє володіння молодшої лінії Габсбурзького дому.
Невдовзі після завершення селянського повстання почалось протистояння Фрідріха IV й аристократії Тіролю та Форарльберга. Місцеве дворянство активно використовувало тірольський ландтаг для тиску на герцога й вибивання з нього нових поступок та привілеїв.
У 1414 році Фрідріх IV виступив у підтримку антипапи Іоанна XXIII й був призначений ним прапороносцем (гонфалоньєром) церкви. Після зречення Іоанна Фрідріх допоміг йому втекти до Шаффгаузена, що належав йому, що спричинило конфлікт герцога з імператором Сигізмундом, який на Констанцькому соборі в травні 1415 року, незважаючи на благання Фрідріха про помилування, оголосив опалу останньому й конфіскацію його земель. Одразу ж безліч дворян і міст оголосили Фрідріху війну й напали на його землі. Більше за інших захопили швейцарці, яким імператор Сигізмунд пообіцяв віддати у ленне володіння всі землі, які вони відберуть у Фрідріха.
На допомогу Фрідріху прийшов його брат, герцог Внутрішньої Австрії Ернст Залізний. За підтримки штирійських військ та місцевого ополчення тірольських міст вдалось дати відсіч імперському вторгненню до Тіролю, однак Фрідріх IV був змушений відмовитись від Ааргау — найстарішого родового володіння Габсбургів, що 1417 року увійшло до складу Швейцарії. У 1418 році Сигізмунд повернув Фрідріху більшу частину його володінь.
У 1420-их роках ситуація у володіннях Фрідріха IV, нарешті, стабілізувалась. Цьому немало сприяв початок промислової розробки срібних копалень Тіролю, що дало приток коштів і значно покращило економічне становище регіону.
Велику увагу Фрідріх IV приділяв заохоченню торгівлі й розвитку міст, які складали головну опору влади герцога. Він переніс столицю Тіролю з Мерана до Інсбруку, що до того часу вже був найбільшим міським центром альпійського регіону. В Інсбруку 1439 року Фрідріх IV й помер, залишивши спадкоємцем малолітнього сина Сигізмунда.

## Сім'я

### Дружини

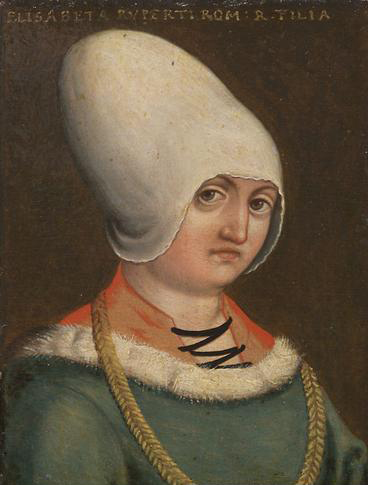
1 Єлизавета (1381—1408)
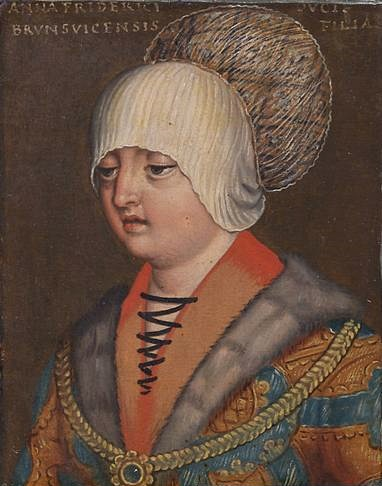
2 Анна (1390—1432)

### Діти
- Від першого шлюбу:

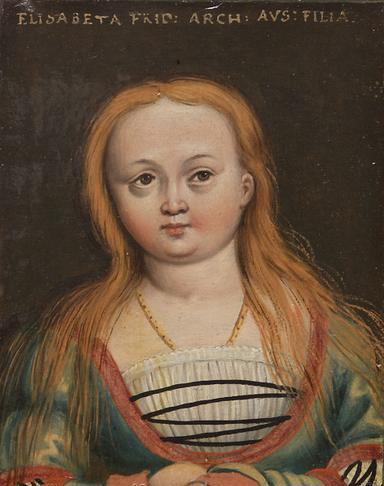
Єлизавета (1408)

- Від другого шлюбу:

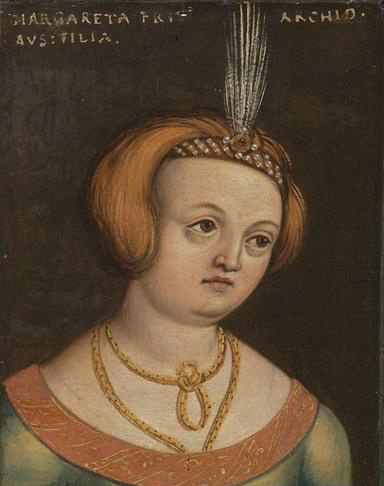
1 Маргарита (1423—1427)
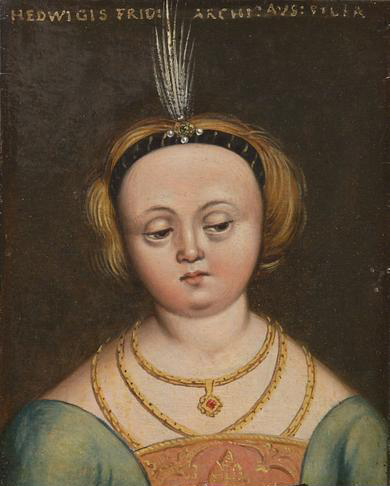
2 Ядвіга (1424—1427)
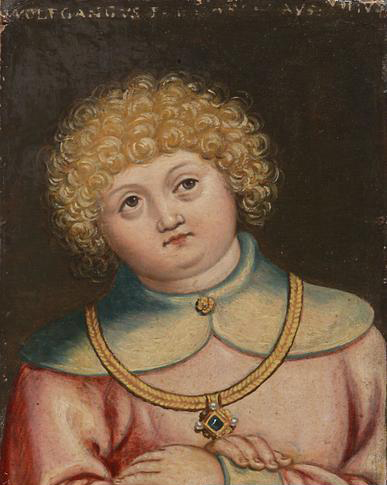
3 Вольфранг (1426)
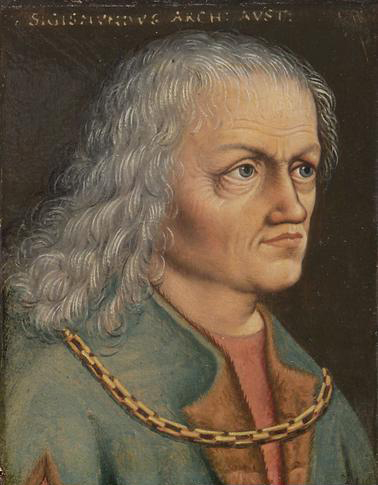
4 Сигізмунд (1427—1496)